# Prumnopitys ferruginoides
Prumnopitys ferruginoides é uma espécie de conífera da família Podocarpaceae.
Apenas pode ser encontrada na Nova Caledónia.